# (466805) 2015 BB87
(466805) 2015 BB87 es un asteroide perteneciente al cinturón de asteroides, descubierto el 8 de enero de 2009 por el equipo Spacewatch desde el Observatorio Nacional de Kitt Peak (Arizona, Estados Unidos).